# Как жаль её развратницей назвать
«Как жаль её развратницей назвать» или «Нельзя её развратницей назвать» (англ. 'Tis Pity She's a Whore) — трагедия английского драматурга Джона Форда, впервые опубликованная в 1633 году. Была поставлена на сцене примерно в 1626 году или между 1629 и 1633 годами. В 1966 году вышла экранизация пьесы — фильм Вильгота Шёмана «Постель для брата и сестры, 1782» с Биби Андерссон в одной из главных ролей.
Действие пьесы происходит в Италии. Её главные герои — брат и сестра, Джиованни и Аннабелла, которых влечёт друг к другу противоестественная страсть. Они бросают вызов обществу, став любовниками, но их чувства постепенно вырождаются. Когда Аннабелла решает выйти замуж, Джиованни убивает её. Многие литературоведы ставят эту пьесу Форда в один ряд с «Ромео и Джульеттой» Шекспира из-за сходства сюжетов.